# نوبو فوجيتا
نوبو فوجيتا (باليابانية: 藤田信雄؛ بالكانا: ふじた のぶお) هو طيار ياباني، ولد في 1911 في إمبراطورية اليابان، وتوفي في 30 سبتمبر 1997 في تسوتشي-أورا في اليابان.